# Partit Unionista del Regne Unit
Partit Unionista del Regne Unit (anglès UK Unionist Party) fou un petit partit polític d'Irlanda del Nord fundat el 1995 per Robert McCartney, antic membre del Partit Unionista de l'Ulster, per a presentar-se a les locals de North Down i que es presentaria a les Eleccions per al Fòrum d'Irlanda del Nord de 1996. Ja s'havia presentat a les eleccions al Parlament del Regne Unit de 1987 com a Real Unionist.
En realitat és un partit ‘’integracionista’’, ja que creu que Irlanda del Nord ha de ser governada directament des de Londres sense cap mena d'autogovern. Per aquest motiu es va oposar a qualsevol acord amb la República d'Irlanda i criticà que Tony Blair mantingués converses amb el Sinn Féin sense desarmament previ de l'IRA, i també s'oposà a la transformació del RUC en el Servei de Policia d'Irlanda del Nord. El 1996 assoliren campanada quan se’ls va unir Conor Cruise O'Brien, antic ministre d'Irlanda oposat ferotgement al republicanisme, i oferiren imatge de partit no sectari. Tanmateix, O'Brien va dimitir després que es publiqués el seu llibre de memòries, on intentava convèncer els unionistes dels avantatges d'una Irlanda Unida.
A les eleccions de 1996 va assolir tres escons (per a McCartney, O’Brien i Cedric Wilson). Junt amb l'UDP es va oposar a acceptar la mediació del senador dels EUA George Mitchell, i intentaren obstruir-les. També s'aixecaren de la  taula per protestar per la forma en què s'aturà la marxa de l'Orde d'Orange a Dumcree (juliol de 1996). I quan el Sinn Féin fou convidat a seure-hi, l'abandonaren. A les eleccions al Parlament del Regne Unit de 1997 McCartney va mantenir el seu escó i s'oposaren a la nova Assemblea d'Irlanda del Nord, tot i que a les eleccions generals d'Irlanda del Nord de 1998 hi van obtenir 5 escons.
Però el 1998 O'Brien va dimitir per l'escàndol de la publicació de les seves memòries; i Mc Cartney es quedà sol quan proposà abandonar l'Assemblea en cas que el Sinn Féin continués a l'Assemblea sense que l'IRA deixés les armes. Els altres 4 diputats fundaren el Partit Unionista d'Irlanda del Nord (NIUP) el gener 1999. Així, a les eleccions al Parlament del Regne Unit de 2001 van perdre el seu escó. I a les eleccions generals Irlanda del Nord de 2007 tampoc va obtenir cap escó, tot i obtenir suport de dissidents del DUP, oposata a la idea de governar amb el Sinn Féin. Després del resultats, Mc Cartney es retirà i el partit es va dissoldre el 2008.